# Rubus severus
Rubus severus är en rosväxtart som beskrevs av Ezra Brainerd och Merritt Lyndon Fernald. Rubus severus ingår i släktet rubusar, och familjen rosväxter. Inga underarter finns listade i Catalogue of Life.